# Wprzeczka różnobarwna
Wprzeczka różnobarwna (Plagiodera versicolora) – gatunek chrząszcza z rodziny stonkowatych i podrodziny Chrysomelinae.
Gatunek ten opisany został po raz pierwszy w 1775 roku przez Johana Christiana Fabriciusa jako Chrysomela armoraciae, jednak nazwa ta była wcześniej wykorzystana. Uznawany epitet gatunkowy wprowadził w 1781 roku Johann Nepomuk von Laicharting w kombinacji Chrysomela versicolora.
Chrząszcz o szerokim, przypłaszczonym ciele długości od 2,5 do 4,5 mm. Z wierzchu ubarwiony jest niebiesko, rzadziej niebieskozielono lub miodowo, od spodu zaś czarno lub czarnozielono. Nasadowa część czułków zawsze ma kolor czerwony. Bardzo krótkie przedplecze ma wszystkie krawędzie obrzeżone delikatnymi listewkami. Pokrywy odznaczają się bardzo wyraźnymi, gładkimi i połyskującymi guzami barkowymi. Punktowanie pokryw jest drobne, w większości bezładne, jedynie wzdłuż bocznych krawędzi układające się w pojedynczy szereg. Boczne krawędzie pokryw są z tyłu nieorzęsione, a ich epipleury z tyłu silnie zwężone. Wierzchołki pokryw mają płytkie wgłębienie przy szwie. Samca charakteryzuje u wierzchołka zagięte na grzbietową stronę prącie o płytce grzbietowej pośrodku długości przewężonej.
Roślinami żywicielskimi larw i owadów dorosłych są wierzby i topole. Żerują na liściach (foliofagi). Przepoczwarczenie następuje na spodzie liści. Zimowanie odbywa się w stadium dorosłym pod korą lub w ściółce.
Gatunek znany z krain palearktycznej, nearktycznej i orientalnej. Występuje w Ameryce Północnej, całej Europie, Afryce Północnej oraz Azji z wyjątkiem południa Indii i jej części południowo-wschodniej. Północną granicę jego zasięgu wyznacza tundra arktyczna.

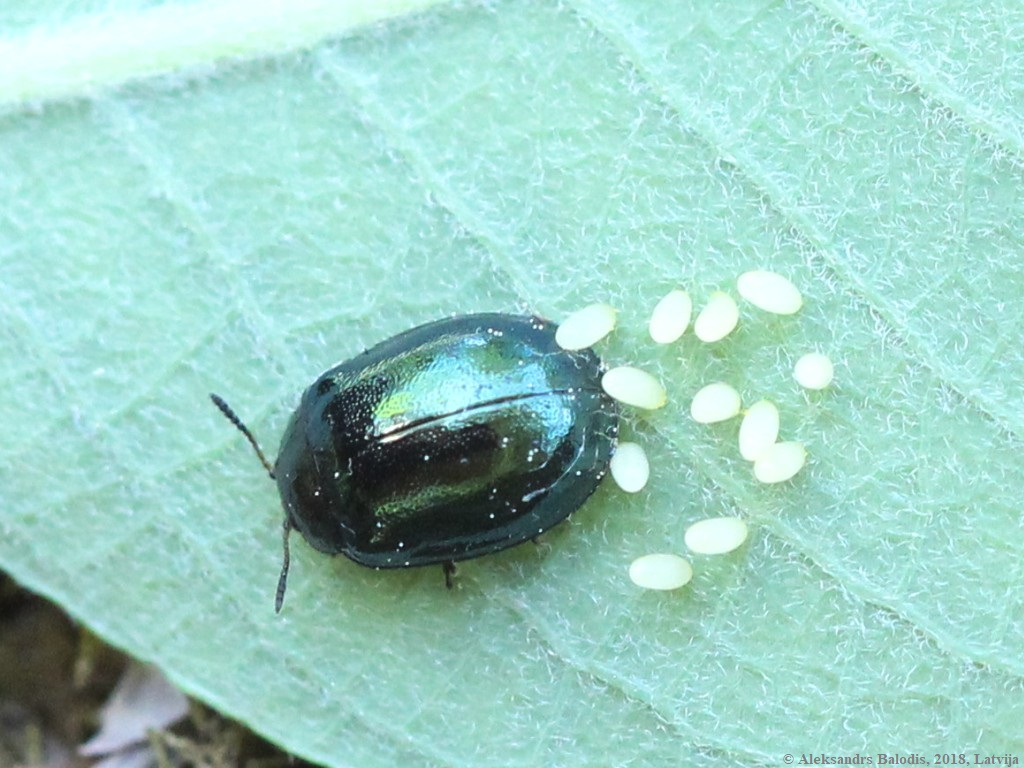
Samica składająca jaja
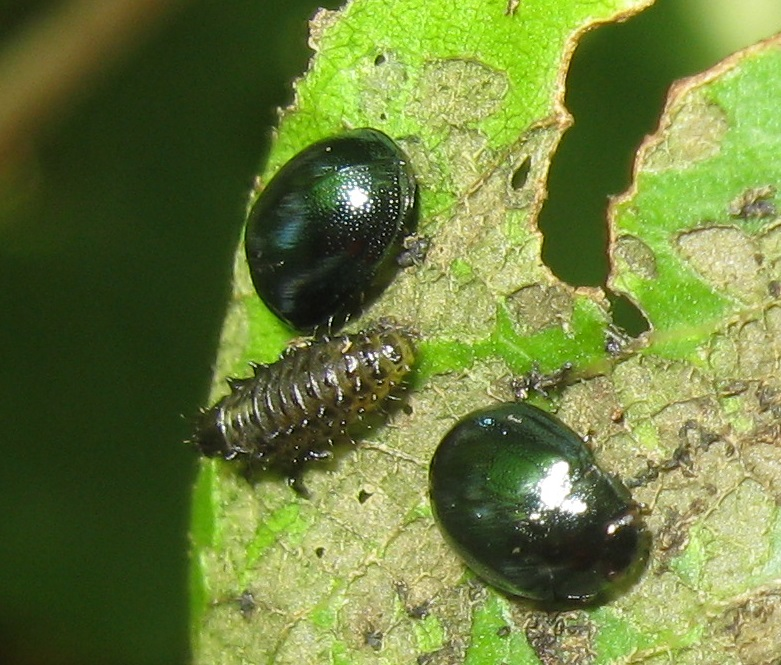
Larwy i dorosłe zielononiebieskiej formy barwnej
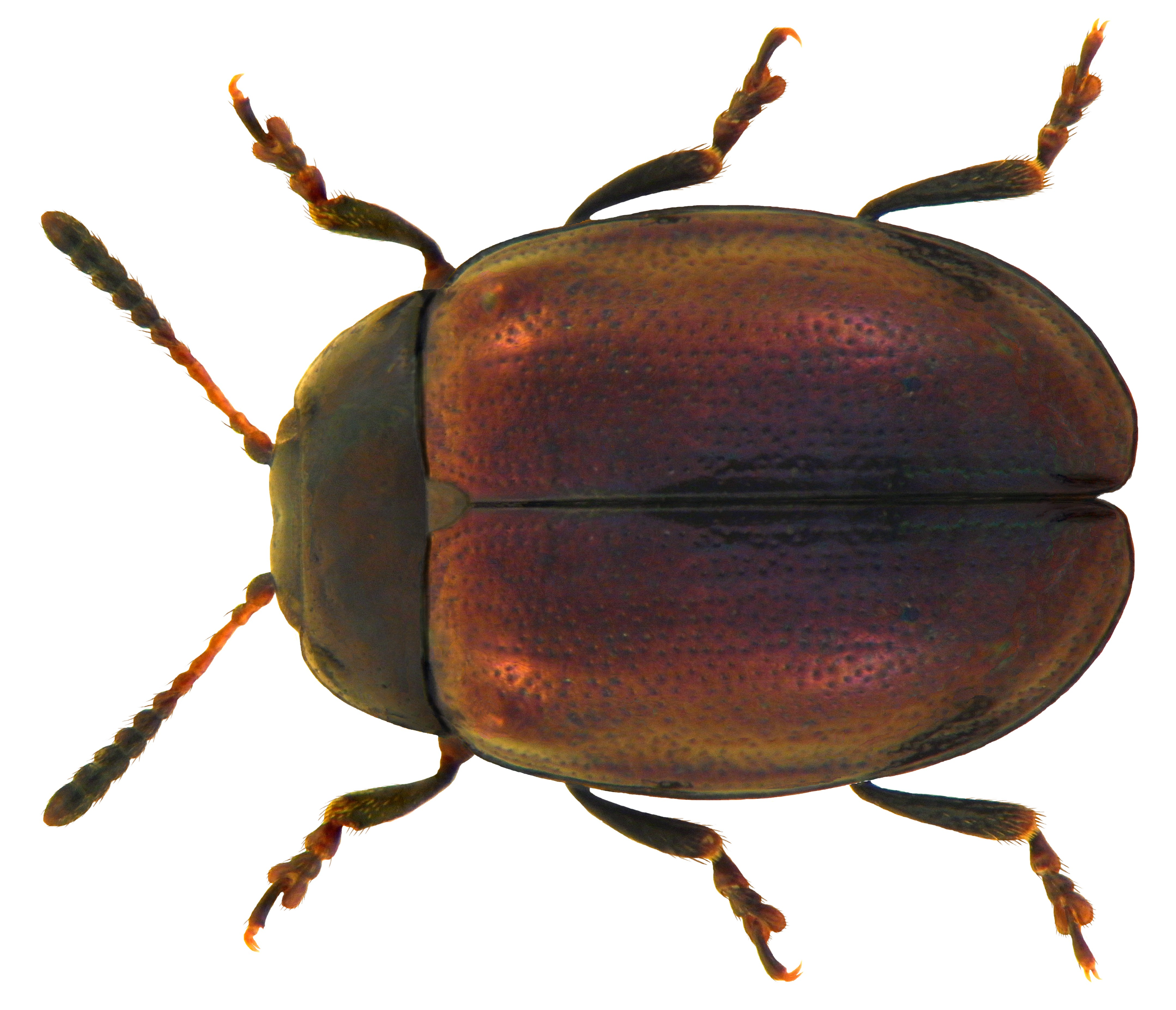
Miodowa forma barwna